# Kirchehrenbach
Kirchehrenbach er en kommune i Landkreis Forchheim i Regierungsbezirk Oberfranken i den tyske delstat Bayern. Byen er administrationsby for Verwaltungsgemeinschaft Kirchehrenbach.

## Geografi
Byen ligger ved foden af Ehrenbürg (Walberla).
Nabokommuner er (med uret fra nord):
Pretzfeld, Leutenbach, Wiesenthau, Forchheim, Weilersbach